# Wildspitze
De Wildspitze ([ˈvɪltˌʃpɪʦə]ⓘ) is een in de Ötztaler Alpen gelegen bergtop. Met zijn circa 3770 meter is het de hoogste berg van Noord-Tirol en na de Großglockner de hoogste berg van Oostenrijk. Hij ligt in het massief van de Weißkamm tussen het Ötztal en het Pitztal in, in een uitgestrekt gletsjerlandschap met imposante ijsformaties.
Leander Klotz beklom de zuidtop voor het eerst in 1848, samen met een onbekende boer. In 1861 beklom hij de noordelijke bergtop, via een verbinding vanaf de zuidtop. Toen was de noordtop nog hoger dan de zuidtop, maar inmiddels is de noordtop als gevolg van afsmelting lager dan de zuidelijke bergtop geworden.
Er is een aantal routes, dat naar de top van de berg leidt. De tocht kan in de zomer worden gemaakt, maar ook in het voorjaar op toerski's.
De meest gevolgde route leidt vanuit het daldorp Vent langs de Breslauer Hütte (2844 m) met een kleine gezekerde passage naar Mitterkarjoch (3468 m). Vanaf deze pas kan via de Taschachferner de rotsige zuidtop via de graat worden beklommen. Als alternatief kan met behulp van een klimuitrusting ook de 50° stijgende noordelijke bergtop worden beklommen. Men moet voor de topbeklimming vanaf de Breslauer Hütte ongeveer 4 à 4,5 uur rekenen.
Een andere aanlooproute loopt via de Braunschweigerhütte (2755 m), gelegen in het Pitztaler gletsjerskigebied. Vanaf hier volgt men een route richting het zuiden naar het Mittelbergjoch. Vanaf het Mittelbergjoch een zuidoostelijke koers aanhouden om zo de top te beklimmen. Vanaf de Braunschweigerhütte heeft men ongeveer 6,5 uur nodig om de Wildspitze te bedwingen. De berg kan ook vanaf de gletsjer van Pitztal worden beklommen, na het nemen van de Gletscherexpress en de Mittelbergbahn. Vanaf daar heeft men ongeveer 2,5 uur nodig.